# Аттендорн
Аттендорн (нім. Attendorn) — місто в Німеччині, знаходиться в землі Північний Рейн-Вестфалія. Підпорядковується адміністративному округу Арнсберг. Входить до складу району Ольпе.
Площа — 97,86 км2. Населення становить 24 330 осіб (станом на 31 грудня 2020).

## Промисловість
У місті розташована штаб-квартира компанії Viega GmbH & Co. KG , виробника обладнання для водопровідних і опалювальних систем.

## Галерея

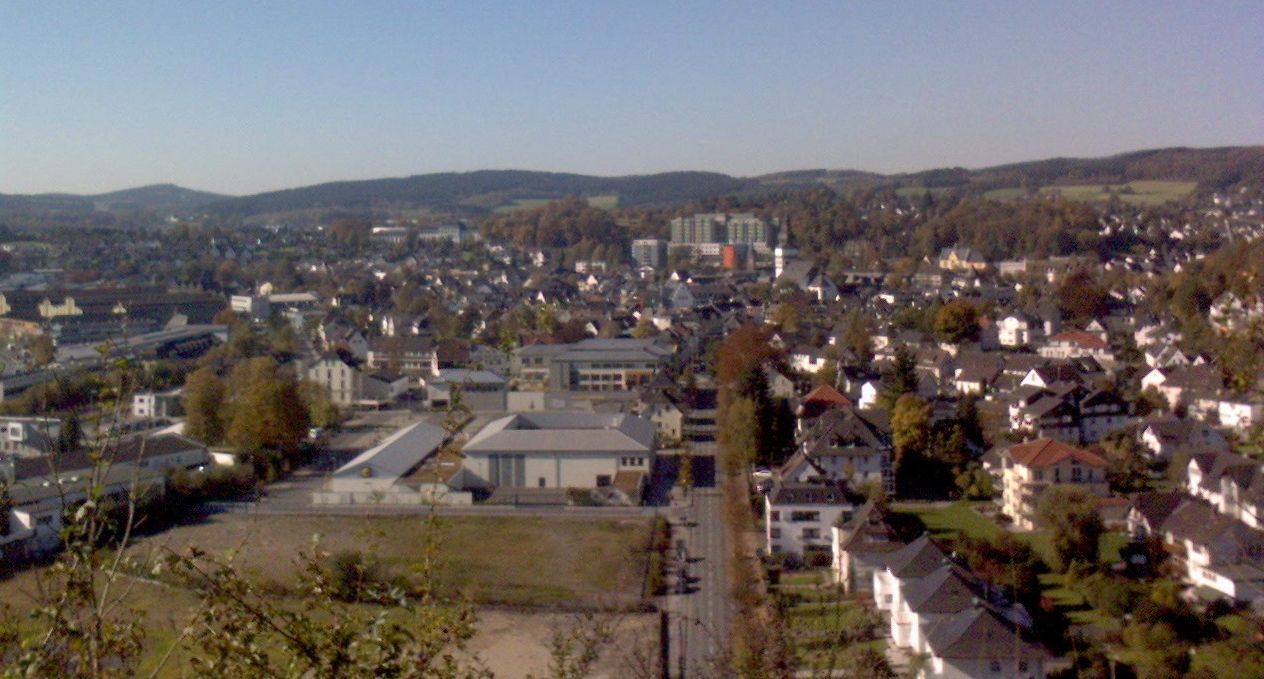
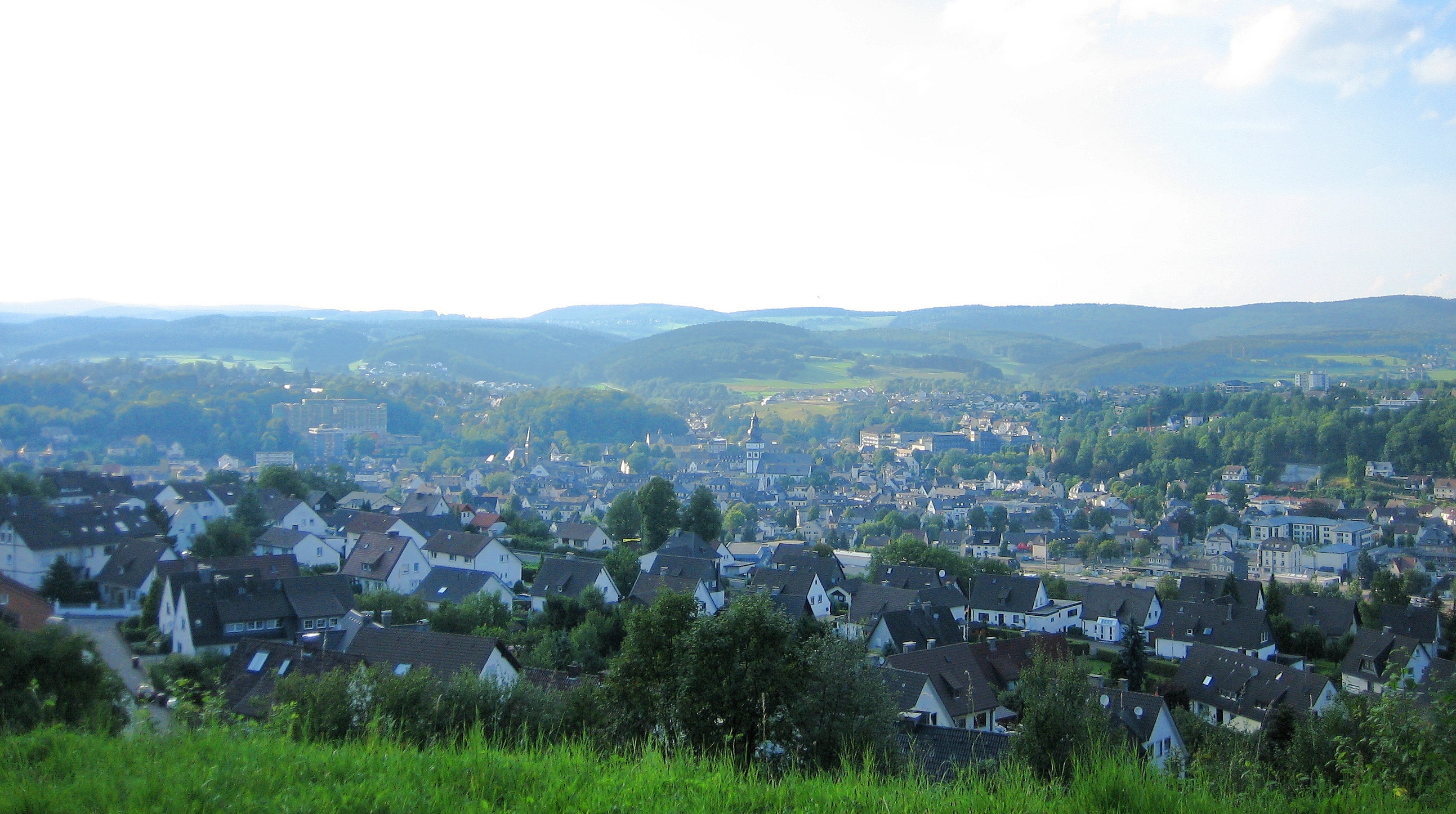
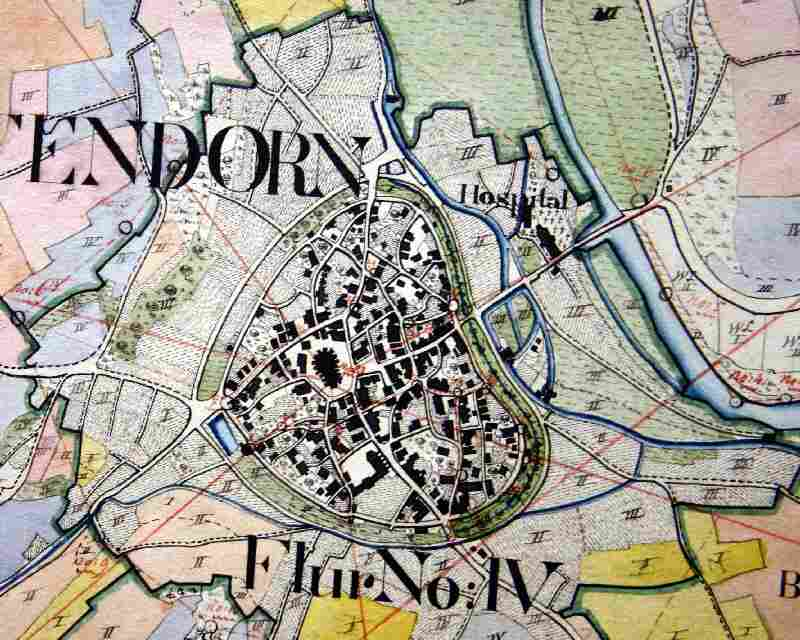
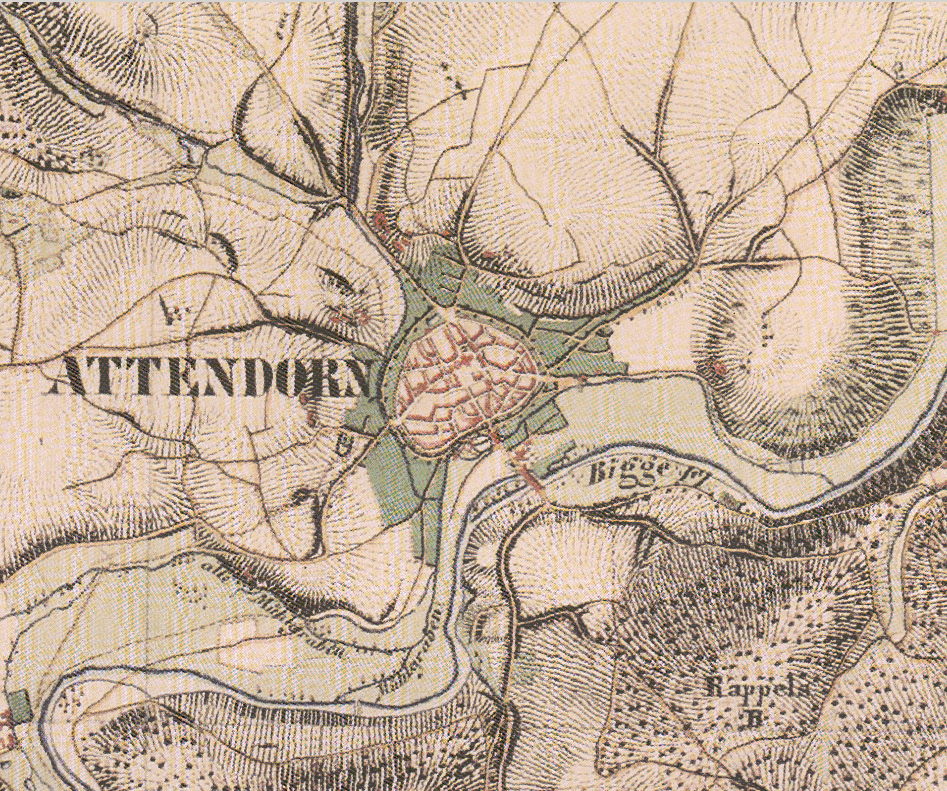
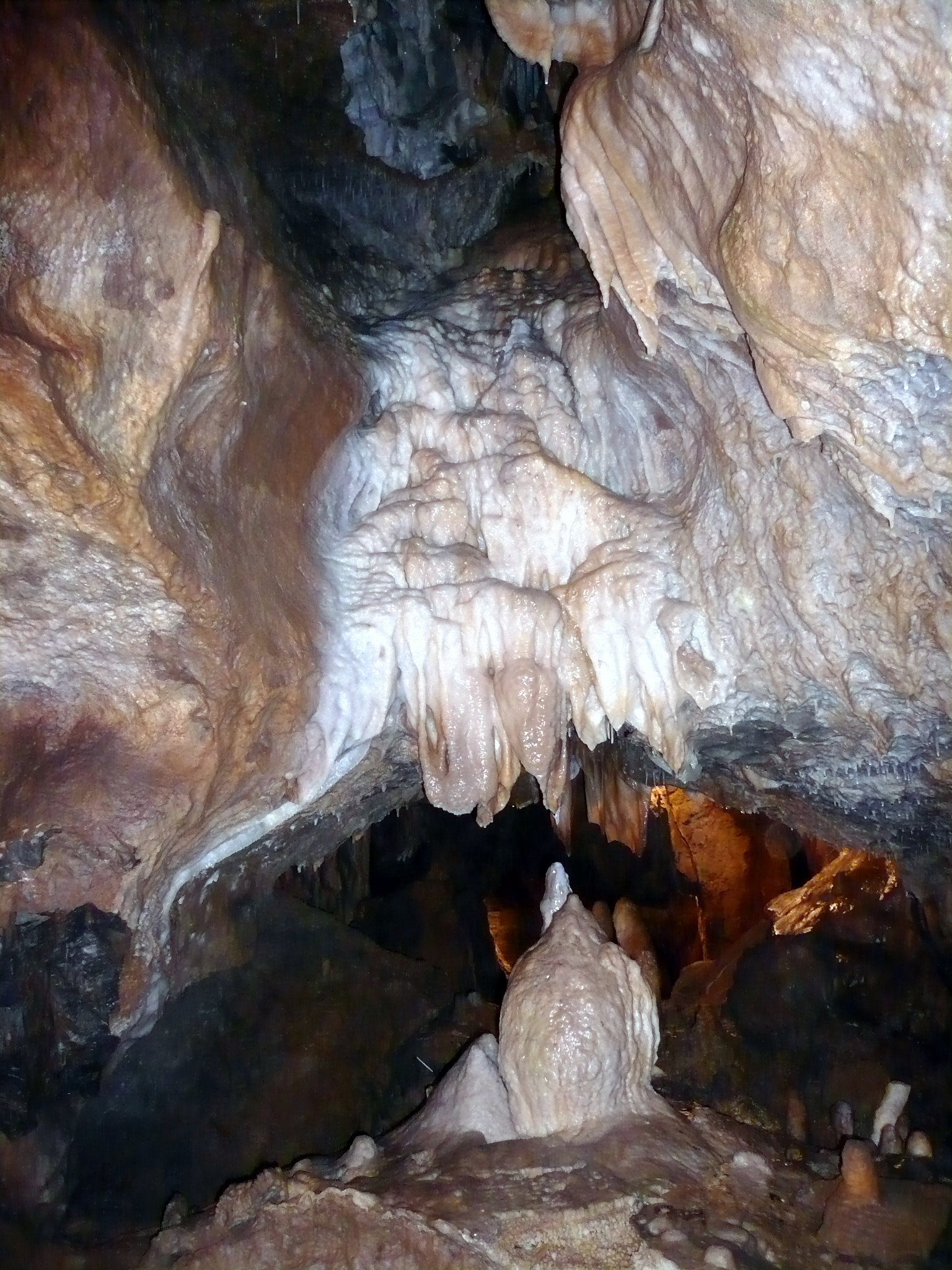
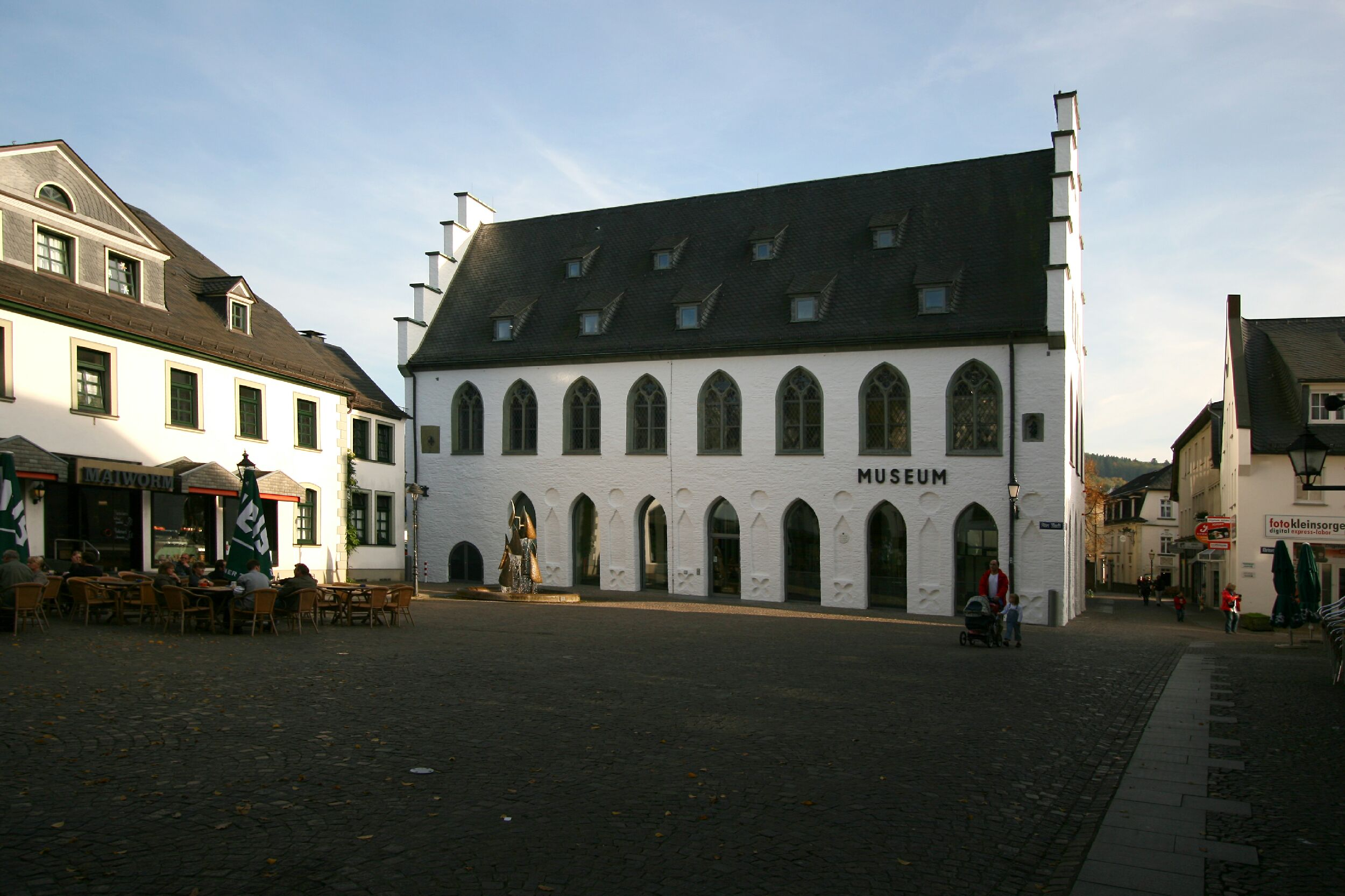